# Marion Donovanová
Marion Donovanová, rodným jménem Marion O'Brien (15. října 1917 South Bend, Indiana – 4. listopadu 1998 New York) byla americká podnikatelka, známá svými vynálezy. Získala patenty na 20 vynálezů a zlepšovacích návrhů. V roce 2015 byla uvedena do „Síně slávy národních vynálezců“ a má obraz na zdi Síně slávy. Mezi její nejznámější výrobek (vynález) patří nepromokavé pleny, které byly předchůdci jednorázových plen.

## Život a vzdělání
Marion Donovanová se narodila v South Bend (ve státě Indiana) do rodiny vynálezce a inovátora Milese O’Briana. V sedmi letech jí zemřela matka a vychovával ji otec. Ten spolu se svým bratrem Johnem vlastnil továrnu „South Bend Lathe Works“. Zabývali se výrobou hlavní do pušek a získali patent na stroj pro broušení automobilových převodovek. Dětství trávila Marion z velké části v továrně a otec, inženýr a inovátor, ji podporoval.
V roce 1939 promovala z anglické literatury na „Rosemont College“ v Pensylvánii. Pracovala jako redaktorka v módních časopisech Harper’s Bazaar a Vogue v New Yorku. V roce 1942 se provdala za Jamese F. Donovana, dovozce kůží. Rodina se přestěhovala do Westportu v Connecticutu. Marion se narodily tři děti.
Roku 1958 získala magisterský titul v oboru architektury na Yaleově univerzitě (bylo jí 41 let). Navrhla si dům, který byl postaven roku 1980 v Greenwich Village.
Podruhé se provdala za Johna F. Butlera v roce 1981.

## Vynálezy
Jako žena v domácnosti a matka tří dětí, hledala řešení, jak si usnadnit domácí práce. Vytvořila první nepromokavé potahy na pleny z nylonového padákového plátna, aby zabránila promáčení oděvů a prostěradel. Z důvodu bezpečnosti nahradila spínací špendlíky lepicími pásky. Marion hledala výrobce, ale firmy neměly zájem, neviděly potřebu jejího výrobku na trhu. Založila tedy vlastní firmu na výrobu plenkových kalhotek a prodávala je na newyorské Saks Fifth Avenue. V roce 1951 prodala práva ke čtyřem patentům, které získala za obal na pleny, společnosti „Keko Corporation“ za jeden milion dolarů.
Dalším cílem Marion bylo vytvořit jednorázové plenky. Vytvářela prototypy, ale funkční výrobek se jí nikdy nepodařilo vyrobit. Její zkušenosti vedly k vytvoření jednorázových plenek, které v USA začala vyrábět společnost Procter and Gamble v roce 1961.
Marion Donovanová si nechala mezi lety 1951 až 1996 patentovat dvacet vynálezů a zlepšovacích návrhů. Mezi její další praktické vynálezy patří mezizubní nit, inkontinenční plenky pro ženy, organizér skříní nebo papírové kapesníky v balíčku a mnohé další, z nichž většina byla výrobky pro ženy.
Žila životem běžné ženy. Pracovala 26 let v pojišťovně, více než 20 let pracovala v několika nemocnicích. S radostí hrála ochotnické divadlo, pořádala taneční kurzy. Zemřela 4. listopadu 1998 ve věku 81 let v nemocnici „Lenox Hill Hospital“ v manhattanské části New Yorku .